# GFK Jasenica 1911
GFK Jasenica 1911 bivši je srbijanski nogometni klub iz Smederevske Palanke. Klub je osnovan 1911. godine, ponovno osnovan 2005., a prestaje s radom 2016.
Među najvećim klupskim uspjesima su igranje u Drugoj saveznoj ligi, drugom rangu jugoslavenskog prvenstva te osmina finala Kupa maršala Tita 1965./66.

## Povijest
Osnovan 3. rujna 1911. godine. Klub se prvobitno zvao PSK (Palanački sport klub). Imenu je 1922. godine dodana "Jasenica" (po istoimenoj rijeci). Tako je nastalo ime PSK Jasenica. Nakon spajanja s Radničkim 1962. godine klub je preimenovan u Mladost. Klub je kasnije zbog sponzorskih razloga postao poznat kao Mladost-Goša (Goša FOM je srpski proizvođač tračničkih vozila i opreme sa sjedištem u Smederevskoj Palanci).
Klupske boje 1932. bile su bijela i plava.
Godine 2005. klub je preimenovan u GFK Jasenica 1911. Počasni predsjednik kluba postao je bivši igrač Perica Ognjenović.
Klub je prestao s radom 2016. godine, dok se natjecao u Zoni Dunav.

## Prvenstva
| Sezona    | Razred | Liga                | Broj momčadi | Mjesto | Izvor |
| --------- | ------ | ------------------- | ------------ | ------ | ----- |
| 2007./08. | IV.    | Zona Dunav          | 20           | 19.    |       |
| 2008./09. | V.     |                     |              | .      |       |
| 2009./10. | IV.    | Zona Dunav          | 16           | 5.     |       |
| 2010./11. | IV.    | Zona Dunav          | 16           | 1.     |       |
| 2011./12. | III.   | Srpska liga – Zapad | 16           | 11.    |       |
| 2012./13. | III.   | Srpska liga – Zapad | 16           | 11.    |       |
| 2013./14. | III.   | Srpska liga – Zapad | 16           | 14.    |       |
| 2014./15. | III.   | Srpska liga – Zapad | 16           | 14.    |       |
| 2015./16. | IV.    | Zona Dunav          | 15           | 5.     |       |

## Vanjske poveznice
- srbijasport.net, profil kluba